# Mekarti Jaya
Mekarti Jaya is een bestuurslaag in het regentschap Empat Lawang van de provincie Zuid-Sumatra, Indonesië. Mekarti Jaya telt 539 inwoners (volkstelling 2010).